# Tripleurospermum
Tripleurospermum je biljni rod u porodici glavočika. Postoji 40 priznatih vrsta raširenih po gotovo cijeloj Euroaziji, i dijelovima Sjeverne Amerike i sjeverne Afrike.
Vrste ovoga roda poznate su kao kamilica, jer rod Chamomilla više nije priznat.

## Vrste
1. Tripleurospermum ambiguum (Ledeb.) Franch. & Sav.
2. Tripleurospermum anchialense M.Král
3. Tripleurospermum auriculatum (Boiss.) Rech.f.
4. Tripleurospermum baytopianum E.Hossain
5. Tripleurospermum breviradiatum (Ledeb.) Pobed.
6. Tripleurospermum callosum (Boiss. & Heldr.) E.Hossain
7. Tripleurospermum caucasicum (Willd.) Hayek
8. Tripleurospermum conoclinum (Boiss. & Balansa) Hayek
9. Tripleurospermum corymbosum E.Hossain
10. Tripleurospermum decipiens (Fisch. & C.A.Mey.) Bornm.
11. Tripleurospermum disciforme Sch.Bip.
12. Tripleurospermum elongatum (Fisch. & C.A.Mey.) Bornm.
13. Tripleurospermum fissurale (Sosn.) E.Hossain
14. Tripleurospermum froedinii Rech.f.
15. Tripleurospermum griersonii Yild.
16. Tripleurospermum heterolepis (Freyn & Sint.) Bornm.
17. Tripleurospermum homogamum G.X.Fu
18. Tripleurospermum hookeri Sch.Bip.
19. Tripleurospermum hygrophilum (Bornm.) Bornm.
20. Tripleurospermum inodorum (L.) Sch.Bip.
21. Tripleurospermum insularum Inceer & Hay.-Ayaz
22. Tripleurospermum kotschyi (Boiss.) E.Hossain
23. Tripleurospermum limosum (Maxim.) Pobed.
24. Tripleurospermum maritimum (L.) W.D.J.Koch
25. Tripleurospermum melanolepis (Boiss. & Buhse) Pobed.
26. Tripleurospermum microcephalum (Boiss.) Bornm.
27. Tripleurospermum monticola (Boiss. & A.Huet) Bornm.
28. Tripleurospermum parviflorum (Willd.) Pobed.
29. Tripleurospermum pichleri (Boiss.) Bornm.
30. Tripleurospermum repens (Freyn & Sint.) Bornm.
31. Tripleurospermum rosellum (Boiss. & Orph.) Hayek
32. Tripleurospermum rupestre (Sommier & Levier) Pobed.
33. Tripleurospermum sannineum (J.Thiébaut) P.Mouterde ex Charpin & Dittrich
34. Tripleurospermum sevanense (Manden.) Pobed.
35. Tripleurospermum subpolare Pobed.
36. Tripleurospermum tempskyanum (Freyn & Sint.) Hayek
37. Tripleurospermum tenuifolium Freyn ex Freyn & E.Brandis
38. Tripleurospermum tetragonospermum (F.Schmidt) Pobed.
39. Tripleurospermum transcaucasicum (Manden.) Pobed.
40. Tripleurospermum ziganaense Inceer & Hay.-Ayaz

## Sinonimi
- Dibothrospermum Knaf
- Gastrostylum Sch.Bip.
- Gastrosulum Sch.Bip.
- Rhytidospermum Sch.Bip.
- Trallesia Zumagl.